# Johannes Voorhout
Johannes Voorhout (Uithoorn,  1647. november 11. – Amszterdam, 1717. augusztus 25.) holland festő és rajzoló.

## Élete és munkássága
Voorhout állítólag Cornelis Voorhout amszterdami órakészítő mester fia volt. 1662-től 1664-ig Constantijn Verhout tanítványa volt Goudában. 1664-ben Amszterdamba költözött, ahol 1664 és 1669 között Jan van Noordt tanítványa volt. 1672 és 1675 között Friedrichstadtban, Gottorfban és Hamburgban dolgozott. Ezután ismét Amszterdamban telepedett le. Feleségül vette Margaretha (Grietje) Pieters Vost. 1677-ben megszületett fiuk, Johannes. 1707-ben megkapta amszterdami polgárságát. Fiát, aki önálló festővé vált, először Alkmaarban, majd Amszterdamban taníttatta. Voorhout 1717-ben halt meg, és abban az évben augusztus 25-én temették el. Özvegye 1723-ban bekövetkezett halála után a hátrahagyott festményeket az örökösnő javára adták el.
Voorhout nagy érdeklődést mutatott a zene és a zenészek iránt. Hamburgi korszaka alatt nagy csoportos portrét festett, olyan zenészeket ábrázolva, mint a hamburgi Sankt Catharinenkirche orgonistája, Johann Adam Reincken és Dietrich Buxtehude, a lübecki Marienkirche orgonistája.
Voorhout művei megtalálhatók többek között a Rijksmuseum Amsterdamban, a Catharijne-kolostorban és a Museum für Hamburgische Geschichtében.

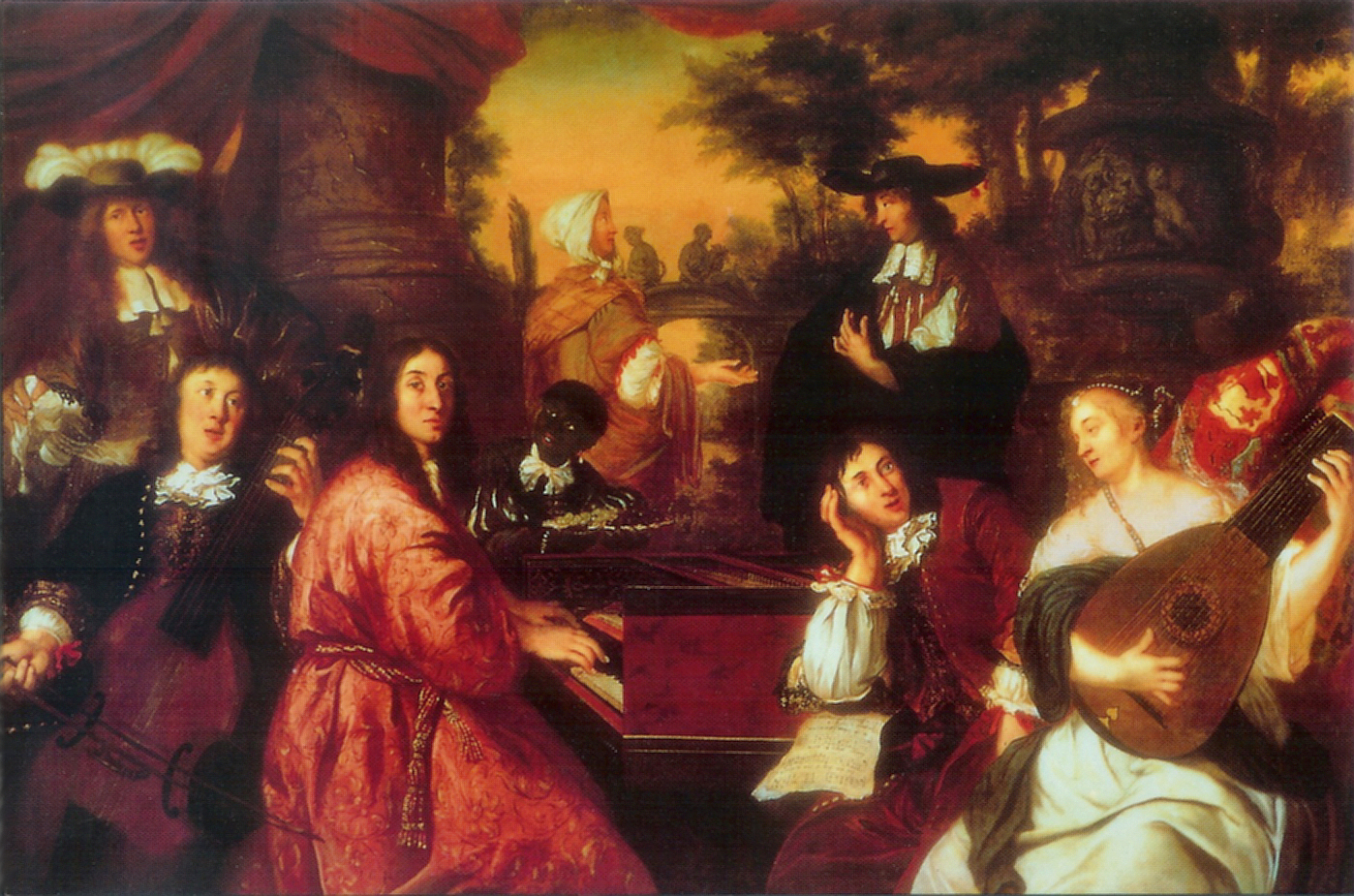
A Zeneművészeti társaság (valószínűleg Dietrich Buxtehudevel), 1674

- Allgemeines Künstlerlexikon, Voorhout, Johannes (1647)
- Witt, David de "Jan van Noordt: Painter of History and Portraits in Amsterdam", Montreal, 2007

## Fordítás
- Ez a szócikk részben vagy egészben  a   Johannes Voorhout (I) című holland Wikipédia-szócikk ezen változatának fordításán alapul.  Az eredeti cikk szerkesztőit annak laptörténete sorolja fel. Ez a jelzés csupán a megfogalmazás eredetét és a szerzői jogokat jelzi, nem szolgál a cikkben szereplő információk forrásmegjelöléseként.